# 월평역
월평(한국과학기술원)(방위사업청)역(Wolpyeong(KAIST)Station, 月坪(韓國科學技術院)驛)은 대전광역시 서구 월평동에 있는 대전 도시철도 1호선의 전철역이다. 유상병기역명은 한국과학기술원이며, 인근에 한국과학기술원이 있다. 이 역에서부터 한국과학기술원까지 셔틀버스가 운행되고 있다. 이 역에서 한국과학기술원과 직접 연결되는 시내버스 노선은 없었지만, 특구1번이 운행 중에 있어 현재는 특구1번이 학내로 다니고있다. 2024년 1월 부기역명이 추가되었다. 부기역명은 방위사업청이다. 대전 도시철도 2호선이 개통하면 카이스트역이 생길것이므로 병기역명은 제거될 것으로 보인다.

## 연혁
- 2003년 7월 25일 : 월평역으로 역명 확정[1]
- 2007년 4월 17일 :대전 도시철도 1호선 2단계 (정부청사역 ~ 반석역) 구간 개통과 함께 영업 개시

## 역 구조
2면 2선의 상대식 승강장이 있는 지하역이다. 승강장에는 스크린도어가 설치되어 있다.

### 승강장
| 갈마 ↑ |
| \| 상  |
| ↓ 갑천 |

| 상행 | ● 대전 도시철도 1호선 | 갈마 · 시청 · 대전역 · 판암 방면           |
| 하행 | ● 대전 도시철도 1호선 | 갑천 · 유성온천 · 월드컵경기장 · 반석 방면 |

- 승강장 번호는 없다.

## 역 주변
- 트레이더스 홀세일 클럽 월평점
- 한국과학기술원(KAIST)
- 대전일보 사옥
- 맥키스컴퍼니 본사
- KRA 플라자 대전지점
- 월평3동행정복지센터
- 대전월평중학교
- 서대전고등학교
- 은평공원
- 진달래아파트
- 전원아파트
- 갑천대교
- 유림공원

## 승차량 변동
| 역 노선 | 1일 평균 승차 인원 | 1일 평균 승차 인원 | 1일 평균 승차 인원 | 1일 평균 승차 인원 | 1일 평균 승차 인원 | 1일 평균 승차 인원 | 1일 평균 승차 인원 | 1일 평균 승차 인원 | 1일 평균 승차 인원 | 1일 평균 승차 인원 |
| 역 노선 | 2006년             | 2007년             | 2008년             | 2009년             | 2010년             | 2011년             | 2012년             | 2013년             | 2014년             | 2015년             |
| ------- | ------------------ | ------------------ | ------------------ | ------------------ | ------------------ | ------------------ | ------------------ | ------------------ | ------------------ | ------------------ |
| 1호선   | 미개통             | 2,925              | 3,268              | 3,867              | 4,033              | 4,211              | 4,197              | 4,282              | 4,241              | 4,048              |
| 1호선   | 2016년             | 2017년             | 2018년             | 2019년             | 2020년             |                    |                    |                    |                    |                    |
| 1호선   | 3,971              | 3,894              | 3,858              | 3,895              |                    |                    |                    |                    |                    |                    |

## 갤러리

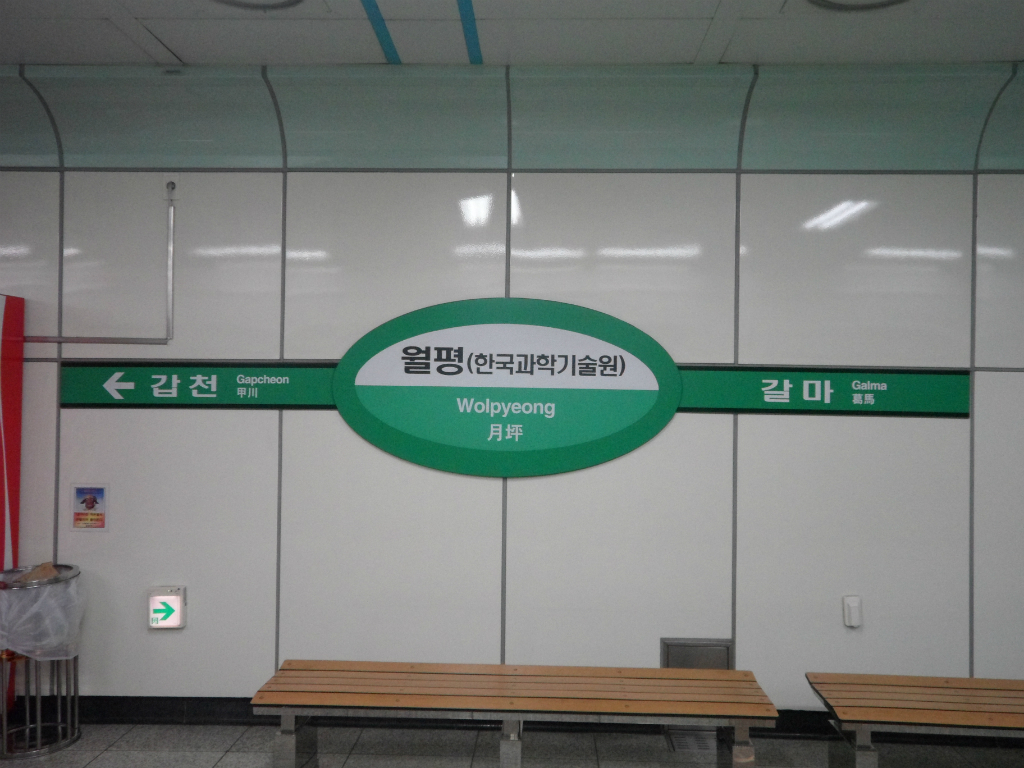
하행 역명판(부기역명 추가 전)
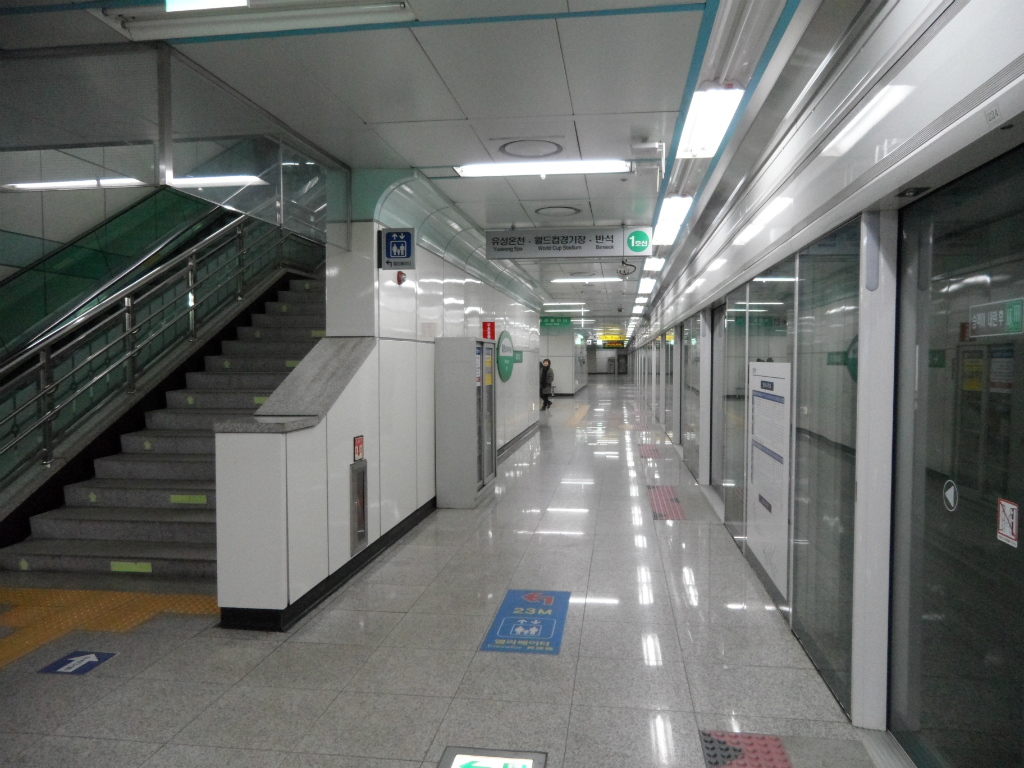
하행 승강장

## 인접한 역
| 대전 도시철도 1호선 | 대전 도시철도 1호선   | 대전 도시철도 1호선 |
| ------------------- | --------------------- | ------------------- |
| 113 갈마 판암 방면  | ● 대전 도시철도 1호선 | 115 갑천 반석 방면  |